# Англо-іспанська війна (1796—1808)
Англо-іспанська війна, 1796—1802 та 1804—1808, була частиною Французьких революційних війн та Наполеонівських війн. Результатом війни став союз між Іспанією та Великою Британією.

## Передісторія та причини
Під час Війни першої коаліції Іспанія билася проти революційної Франції та зазнала поразки. В 1796 іспанський прем'єр-міністр Мануель Годой постав перед вибором: продовжувати боротися проти французів, або приєднатися до них в надії на їхнє майбутнє. Він обрав другий варіант, підписавши Другий договір в Сан-Ільдефонсо. Таким чином, Іспанія стала союзником Франції в обмін на підтримку нею Карла IV в його намаганнях отримати контроль над Пармським герцогством.

## Перебіг війни

### Перший етап та Ам'єнський мир
У відповідь на підписання угоди британці розпочали морську блокаду Іспанії в 1797, перешкоджаючи таким чином її сполученню з колоніями в Америці. Наприкінці 1798 іспанський флот було розбито в битві при Сент-Вінсенті. Британці окупували Тринідад та Менорку, проте не спромоглися захопити стратегічно важливий острів Санта-Крус-де-Тенерифе.
В 1802 було підписано Ам'єнський мир, результатом якого стало тимчасове припинення бойових дій. Проте цей договір проіснував лише до 1804, коли британці захопили іспанську ескадру, яка перевозила золото з колоній до Кадісу.

### Трафальгарська битва
Див. Трафальгарська битва
Французи планували висадку на Британські острови в 1805, невід'ємною частиною цього плану був іспанський флот. В 1805, коли об'єднаний франко-іспанський флот намагався об'єднати свої сили з північним французьким флотом для вторгнення, він був атакований британським флотом. Ця битва є однією з найбільших в морській військовій історії і відома під назвою Трафальгарська битва. Британський флот завдав нищівної поразки об'єднаному франко-іспанському флоту, поховавши таким чином сподівання Наполеона на вторгнення у Велику Британією. Окрім того, ця поразка серйозно похитнула переконання іспанського уряду щодо необхідності союзу з Францією.
В той самий час, спроба захоплення британцями стратегічно важливого регіону Ріо-де-ла-Плата в 1806—1807 зазнала невдачі.

### Останній період війни після Трафальгару
Після поразки під Трафальгаром Іспанія залишила Континентальну блокаду — політичну систему, запроваджену Наполеоном для боротьби з Великою Британією, проте знову приєдналася до неї в 1807, після того, як Наполеон завдав поразки Пруссії, та підписання Тільзитського миру.
В 1807 Франція та Іспанія вторглися в Португалію, захопивши Лісабон 1 грудня майже без опору. На початку 1808 захмарна французька присутність в Іспанії призвела до революції. Наполеон, фактично, захопив у полон короля Карла та його сина Фердинанда і відправив їх до Байонни, змусивши зректися престолу 5 травня. Іспанським королем було оголошено брата Наполеона Жозефа. Внаслідок цього розпочалася Піренейська війна, в той час, як англо-іспанська війна, фактично, закінчилася.